# اونگ-بک: مبارز موای تای
اونگ-بک: مبارز موای تای (به انگلیسی: Ong-Bak: Muay Thai Warrior) همچنین به عنوان مشت خاردار نیز شناخته می‌شود. یک فیلم رزمی تایلندی به کارگردانی پراکیا پینکائو است.  تونی جا با بازی در این فیلم تبدیل به ستاره سینمای اکشن و رزمی شد.

## ادامه سازی فیلم
به دلیل موفقیت خوب این فیلم در سالهای بعد دو قسمت دیگر از این فیلم به نام های اونگ-بک ۲ (۲۰۰۵) و اونگ-بک ۳ (۲۰۰۸) ساخته شد. که در هر سه قسمت فیلم تونی جا قهرمان اصلی فیلم بود.

## بازیگران
- تونی جا [۲]
- مام جوکموک [۳][۴]
- پومواری یادکامول
- چاتاپونگ پانتانا-آنگکول
- دن چوپنگ
- پانا ریتیکرای